# 吕伐登空军基地
吕伐登空军基地（荷蘭語：Vliegbasis Leeuwarden）是荷兰皇家空军的空军基地，位于吕伐登城市的西北。